# Dade City Woman’s Club
Der Dade City Woman’s Club ist ein denkmalgeschütztes Gebäude in Dade City, Pasco County, Florida.

## Architektur
Das hauptsächlich im Prairie-Stil gestaltete, einstöckige Gebäude wurde 1926 von Artemus Roberts erbaut. Die Wände aus Mauerziegeln sind mit Stuck verkleidet. Abgedeckt wird der Dade City Woman’s Club durch eine Kombination aus Walm- und Giebeldach. Das Haus verfügt über einen Hörsaal, der durch drei Reihen Fenstertüren mit einem Speiseraum verbunden ist. Anfang der 2000er Jahre befand sich der Dade City Woman’s Club noch weitgehend im Originalzustand.

## Geschichte
Der Dade City Woman’s Club entstand vor dem Hintergrund der amerikanischen Frauenbewegung der 1920er Jahre und des Florida-Landbooms. Seit dem Jahr 1911 waren die Aktivitäten des Clubs, der sich erst in einem Anbau des Dade City Hotel und später in einem eigenen Vereinshaus traf, ein wichtiger Bestandteil des Gemeindelebens. Mit dem Anwachsen der Immobilienblase konnte der Club das mittlerweile zweite, für 150 Mitglieder zu eng gewordene Vereinshaus mit 13.000 US-Dollar Gewinn verkaufen und ein Grundstück an der Ecke Meridian Avenue und 10th Street erwerben. Als ein Bewohner von Dade City ihnen ein attraktives Angebot für dieses Grundstück machte, um dort selbst ein Appartementhaus zu errichten, und zeitgleich Irving M. Austin, der den neuen Stadtbezirk Congress Park in Dade City plante, den Club bat, ihr Vereinshaus dorthin zu verlegen und dafür eine Prämie zu kassieren, bauten sie 1926 ihr Clubhaus im Congress Park. Die Grundsteinlegung erfolgte am 26. Januar 1926 mit einem Marmorstein aus Georgia. Der Dade City Woman’s Club ist bis heute in Nutzung.
Am 13. Oktober 2003 wurde der Dade City Woman’s Club als Baudenkmal in das National Register of Historic Places aufgenommen.